# Netria griseatus
Netria griseatus är en fjärilsart som beskrevs av George Francis Hampson 1893. Netria griseatus ingår i släktet Netria och familjen tandspinnare. Inga underarter finns listade i Catalogue of Life.